# Fodermajs
Fodermajs er en afgrøde der anvendes til husdyrs føde, mens majs anvendt til menneskeføde blot kaldes majs. Med en støt stigning i høst af majs til ensilage og dyrefoder er det relevant at skelne mellem betegnelsen majs og fodermajs, hvor fodermajs oftest høstes under andre betingelser og forudsætninger. Det er til dels kvaliteten af majsen ved høst og tørring, der bestemmer hvornår den anvendes til mennesker eller husdyr. Faktorer der påvirker hvordan majs klassificeres, inkluderer bl.a. antallet af korn angrebet af skadedyr, knækkede kerner, farve, skidt og andet organisk materiale, insektrester, osv., men også hvorvidt den høstes før tilstrækkelig modning. Her er det især fugtigheden i majskernerne, som er vigtig for hvorvidt den nemt kan forarbejdes, f.eks. hvis den skal oparbejdes til produkter som majsmel.
Dyrkning af majs til modenhed lykkes kun i områder med en lang, varm vækstsæson. Udenlandske majsforædlere har imidlertid udviklet sorter, der er interessante i dansk grovfoderproduktion, idet de under vore klimaforhold kan nå at udvikle kolber med gulmodne kerner. På dette stadium, der indtræder i september-oktober, er majsafgrøden velegnet til ensilage. Kolberne indeholder store mængder stivelse og sukkerstoffer og er langt mere værdifulde end de øvrige plantedele. Desuden kan den høstes som fodermajs i hele kerner, der nemt kan bruges til dyrefoder, såsom høns, grise, og kvæg. Her høstes den typisk inden den er helt modnet, enten til ensilage, eller i kerner der spises uforarbejdet, og kan indeholde et højere indhold af urenheder og fugt.
Fodermajs i hele eller knækkede kerner kan også bruges til vildtfoder, især ved udsætning af fasaner eller til pleje af hjortevildt i de kolde vintermåneder. Desuden er der med vildsvinets hurtige fremvækst i Sverige opstået et stort marked for brug af fodermajs ved etablering af åteljagt. Her etablerer jægere specifikke foderpladser, hvor der typisk fodres med små mængder tørret fodermajs en til to gange i døgnet, for at trække vildsvin til området. Åteljagt kan være nødvendigt for at regulere bestanden af vildsvin.
En stor del af den samlede årshøst kommer fra områder med ekstensiv dyrkning, bl.a. USA, Brasilien og Sydafrika, og udbyttet svinger en del fra år til år. I andre vigtige produktionslande som Kina og Frankrig dyrkes majs intensivt, og udbytterne er mere stabile, i Kina stærkt voksende. I Danmark bliver hovedparten af majsen anvendt som foder til malkekøer i form af ensilage, men de seneste par år er der også sket en lille stigning i majs høstet ved modenhed (kernemajs). Fodermajs har langsomt erstattet foderroer og kornafgrøder (helsædensilage) og til dels græs som det vigtigste kvægfoder om vinteren, og er endvidere et vigtigt tilskudsfoder om sommeren.
Varmere klima formodes at være en af grundene til, at det dyrkede areal med fodermajs i Danmark er øget gennem de seneste årtier. Det danske areal med fodermajs er således steget fra ca. 11.000 ha i 1980 til ca. 176.000 ha i 2016. Store dele af Europa, herunder Danmark, har i det 20. århundrede oplevet en stigning i middeltemperaturen på op til 0,8 °C. En væsentlig del af denne stigning er sket inden for de sidste årtier. Klimamodeller forudsiger, at opvarmningen vil fortsætte med en stigning på mellem 0,1 °C og 0,4 °C for hvert 10. år, hvilket kun vil øge mulighederne for dyrkning af majsplanten i Nordeuropa.